# Projekt MAC
Projekt MAC (anglicky Project on Mathematics and Computation, česky Projekt matematiky a výpočetní techniky), později LCS (anglicky Laboratory for Computer Science, česky Laboratoř pro počítačovou vědu), byla výzkumná laboratoř na MIT. Projekt MAC byl průkopnický v oblasti operačních systémů, umělé inteligence a teorie algoritmů. Mezi další podobné laboratoře a projekty v té době patřil Projekt Genie na University of California, Berkeley, SAIL (Stanfordská laboratoř umělé inteligence) nebo o něco později ISI (Informační vědecký ústav) na University of Southern California.
Zkratka "MAC" se dá vysvětlit více způsoby. Například: Multiple Access Computer, Machina Aires Cognition, Man And Computer nebo v pozdějších letech jako vtip Minsky Against Corby (založený na soupeření dvou skupin v laboratoři, v jejichž čele stáli Marvin Minsky a Fernando J. Corbató).

## Historie
Financován byl Projekt MAC zejména vládní agenturou DARPA a později také agenturou NSF . Činnost projektu začala 1. července 1963 po obdržení grantu od agentury DARPA ve výši dvou milionů dolarů. Prvním ředitelem Projektu MAC byl Robert Fano z RLE – Research Laboratory of Electronics (výzkumná laboratoř elektroniky na MIT) a byl to on, kdo rozhodl, že se MAC bude z důvodů interní politiky MIT nazývat "projekt" místo "laboratoř". Programovým manažerem zodpovědným za granty agentury DARPA byl J. C. R. Licklider, dříve vedoucí výzkumu na RLE, později pak vystřídal Roberta Fana ve funkci ředitele Projektu MAC.
Zakladatelé projektu byli Robert Fano, Fernando J. Corbató a Marvin Minsky a jedním z jejich prvních úkolů bylo vytvoření nového operačního systému s dlouhodobou podporou (Multics). Multics vznikl ve spolupráci s General Electric a Bell Labs jako nástupce CTSS, jednoho z prvních operačních systémů se sdílením času.
Na konci 60. let začala Minského skupina podílející se na vývoji umělé inteligence, potřebovat více prostoru, avšak tehdejší ředitel projektu Licklider nemohl vyhovět. Minskému došlo, že Projekt MAC jako jeden celek nedostane potřebné místo, ale pokud se oddělí a zformuje vlastní laboratoř, bude mít i nárok na další prostor. Výsledkem toho bylo v roce 1970 vytvoření MIT AI Lab (Artificial intelligence lab – Laboratoř umělé inteligence). Řada Minského kolegů (zejména ti, kteří spolu s ním pracovali na vývoji AI) opustila Projekt MAC a následovala ho do nové laboratoře, zatímco ostatní vytvořili LCS (Laboratory for Computer Science, Laboratoř počítačové vědy). Dva profesoři (Hal Abelson a Gerald Jay Sussman) zůstali následujících 30 let neutrální.
Část Projektu MAC, která byla přejmenována na LCS, pokračovala v další průkopnické práci a sehrála významnou roli v rozvoji Internetu.
1. července 2003, 40 let od vzniku Projektu MAC, se LCS a AI Lab opět spojili a vytvořili CSAIL (Computer Science and Artificial Intelligence Laboratory). Toto spojení vytvořilo největší laboratoř MIT – přes 600 pracovníků.

## Významné osobnosti Projektu MAC
- Bob Metcalfe – pokračoval ve výzkumném centru Xerox PARC, kde byl hlavním tvůrcem Ethernetu a později založil společnost 3COM
- Bob Frankston – napsal první tabulkový procesor nazvaný VisiCalc

## Ředitelé

### Projektu MAC
- Robert Fano, 1963-1968
- J. C. R. Licklider, 1968-1971
- Edward Fredin, 1971-1974
- Michael L. Dertouzos, 1974-1975

### LCS
- Michael L. Dertouzos, 1975-2001
- Victor Zue, 2001-2003

### AI Lab
- Marvin Minsky, 1970-1972
- Patrick Winston, 1972-1997
- Rodney Brooks, 1997-2003